# 吉河美希
吉河 美希（よしかわ みき、1982年10月2日 - ）は、日本の漫画家。女性。A型。

## 来歴
「大和台風」で67回週刊少年マガジン新人漫画賞・奨励賞を受賞。また、「グローリーディズ」で70回同賞・佳作を受賞 後、2003年、『マガジンSPECIAL』にて同作品でデビュー。その後、真島ヒロのアシスタントを務める。
『マガジンワンダー』や『週刊少年マガジン』本誌での読み切りを経て、2005年より、同誌にて『ヤンキー君とメガネちゃん』の連載を開始。2011年完結。
2012年から2017年まで、『週刊少年マガジン』にて『山田くんと7人の魔女』を連載。2020年、『週刊少年マガジン』にて『カッコウの許嫁』を連載開始。2021年、『別冊少年マガジン』にて『柊さんちの吸血事情』を連載開始。

## 作風
学生同士によるラブコメディを好み、さらに「ヤンキー」や「ファンタジー」要素をよく取り入れている。

## 作品リスト

### 漫画作品

#### 連載
- ヤンキー君とメガネちゃん（『週刊少年マガジン』2006年46号 - 2011年25号）
- 山田くんと7人の魔女（『週刊少年マガジン』2012年12号 - 2017年12号）[7]
- カッコウの許嫁（『週刊少年マガジン』2020年9号 - 連載中）
- 柊さんちの吸血事情（『別冊少年マガジン』2021年11月号 - 連載中）

#### 読み切り
- 魔王の教室（『別冊少年マガジン』2011年10月号）
- 東京ヘルヘヴンズ（『週刊少年マガジン』2019年38号）
- 柊さんちの吸血事情（『週刊少年マガジン』2019年41号）
- カッコウの許嫁（『週刊少年マガジン』2019年43号）

### 書籍

#### 漫画単行本
- 『ヤンキー君とメガネちゃん』、講談社〈講談社コミックス〉2007年 - 2011年、全23巻
  - （新装版）2017年 - 2018年、全12巻
- 『山田くんと7人の魔女』、講談社〈講談社コミックス〉2012年 - 2017年、全28巻
- 『カッコウの許嫁』、講談社〈講談社コミックス〉2020年 - 刊行中、既刊29巻（2025年8月12日現在）
- 『柊さんちの吸血事情』、講談社〈KCデラックス〉2022年 - 刊行中、既刊5巻（2025年1月17日現在）
- 『吉河美希短編集 SHOW TIME!! Rightside』講談社〈KCデラックス〉、2022年7月15日発売[8]、ISBN 978-4-06-527927-4
- 『吉河美希短編集 SHOW TIME!! Leftside』講談社〈KCデラックス〉、2022年7月15日発売[9]、ISBN 978-4-06-528203-8

#### 画集
- 『吉河美希画集 魔女の帽子とダテメガネ』講談社、2017年4月17日発売[10][11]、ISBN 978-4-06-365016-7、A4判

### その他
- 化物語（2009年、テレビアニメ）第4話エンドカード
- 弱虫ペダル 公式アンソロジー 放課後ペダル 第1巻（アンソロジーコミック、2014年）イラスト
- アルスラーン戦記（テレビアニメ、2015年）第17話エンドカード
- 寄宿学校のジュリエット（テレビアニメ、2018年）第3話エンドカード

## 備考
- 同じ『週刊少年マガジン』内で連載されている『もう、しませんから。』には美人漫画家として登場している。
- しかし、同作において過去の自分が自身の漫画のヒロインのようであったことを暴露されている。
- 『古河美希』等の誤字が見られることもある。

## 関連人物

### 師匠
- 真島ヒロ

### アシスタント
- 北野詠一

## 社会貢献活動等
東日本大震災の被災者の支援にも取り組んでおり、他の漫画家と共同で東日本大震災チャリティ同人誌「pray for Japan」で執筆する。